# Polycentropus sardous
Polycentropus sardous là một loài Trichoptera trong họ Polycentropodidae. Chúng phân bố ở miền Cổ bắc.